# Palazzo Marignoli
Palazzo Marignoli è un palazzo eclettico di Roma che si trova in un grande isolato tra  piazza di San Silvestro e via del Corso (all'altezza del civico 180), delimitato da via delle Convertite e via di San Claudio, nel rione Colonna.

## Storia
L'edificio fu costruito tra il 1878 e il 1883 dall'architetto Salvatore Bianchi per il marchese Filippo Marignoli, deputato e senatore, nel sito occupato in precedenza dal convento agostiniano di Santa Maria Maddalena delle Convertite e dalla chiesa di Santa Lucia della Colonna. Alcuni anni dopo, il palazzo dovette essere nuovamente rinnovato per consentire l'ampliamento della via del Corso e, quindi, la sua facciata dovette essere demolita e ne fu costruita una nuova su progetto di Giulio Podesti. 
Il palazzo ha tre balconi sul primo piano nobile, due agli angoli e uno al centro. Quello centrale ha tre grandi finestre ad arco, affiancate da colonne su cui poggia il balcone del secondo piano. 
L'edificio fu venduto dai Marignoli alla Riunione Adriatica di Sicurtà ed è ora proprietà della società Allianz, che tra il 2016 e il 2020 ne ha promosso i lavori di riqualificazione.
Dal 1935 al 2014 il primo piano e, successivamente, il terzo piano è stato la sede della Sala Stampa Italiana, una sala messa a disposizione dal Governo, attraverso uno dei suoi ministeri, ai giornalisti che non hanno una redazione nella Capitale. Oggi la Sala Stampa Italiana ha sede a Piazza Augusto Imperatore, 32, ed ha i medesimi scopi.

## Convento di Santa Maria Maddalena delle Convertite

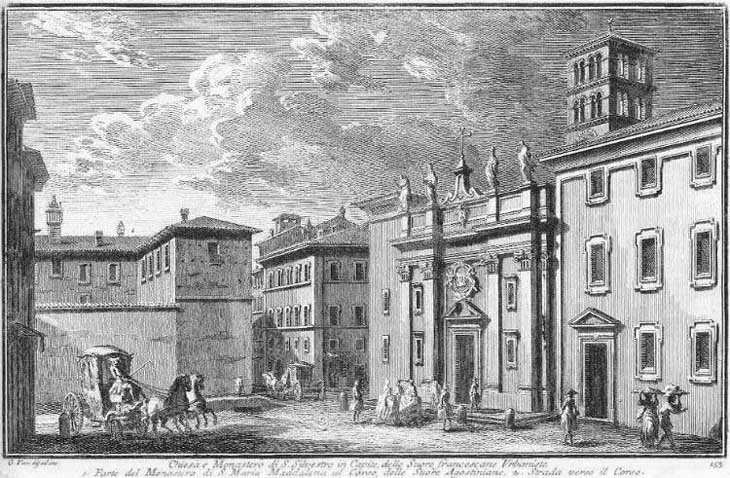
Incisione di Giuseppe Vasi (1758). Il monastero si trova al centro a sinistra di questa immagine, proprio dove oggi si trova il palazzo.

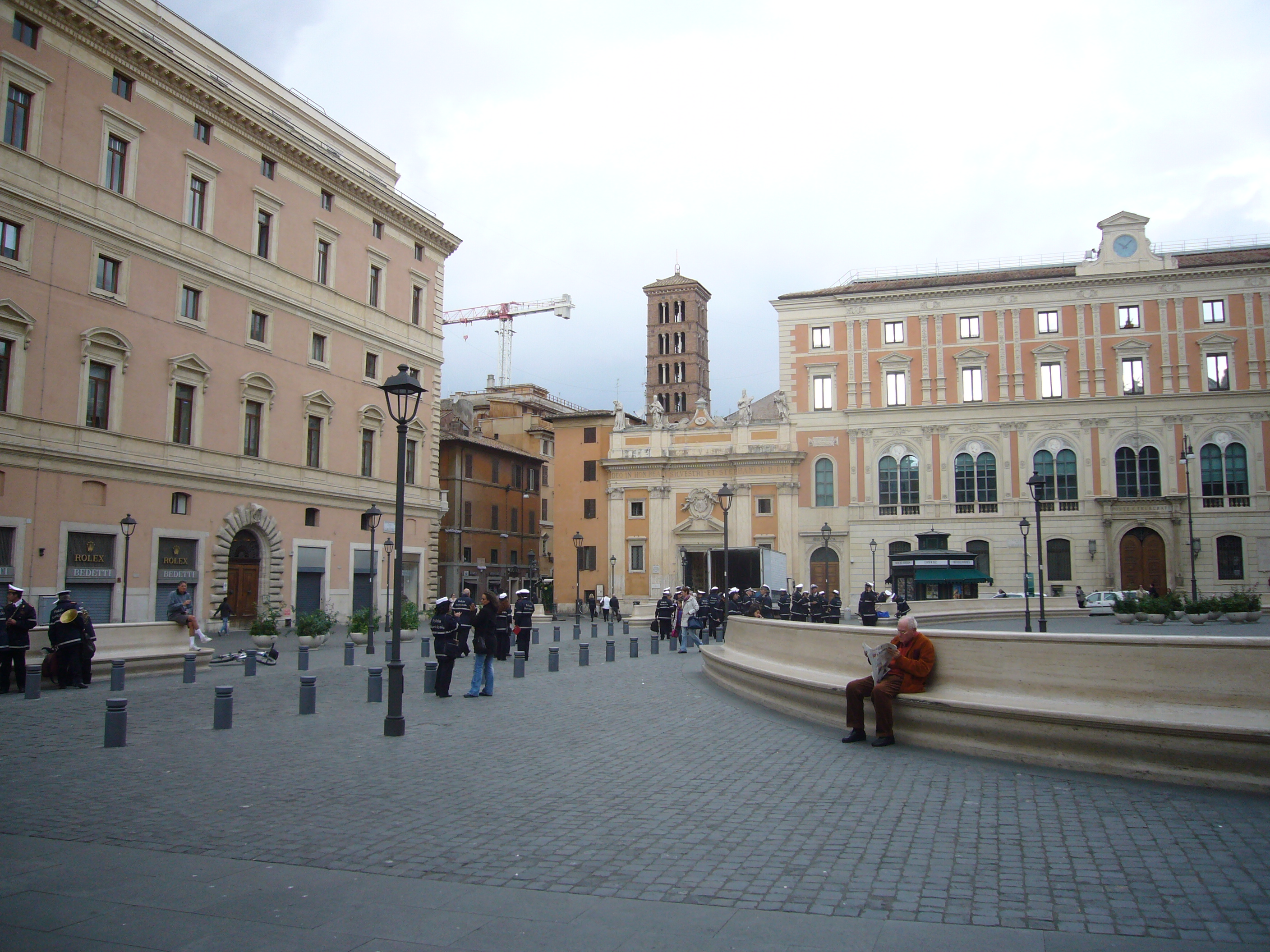
Prospetto su Piazza di San Silvestro (a sinistra). All'altro lato della chiesa, a destra, c'è il Palazzo delle Poste.

Interessante è la storia del convento agostiniano demolito, parzialmente visibile in una incisione di Giuseppe Vasi del 1758. 
Nel XV secolo, molte prostitute lavoravano e vivevano per le strade tra via del Corso e piazza di Spagna.
Nel 1520 la Confraternita di San Girolamo della Carità, su iniziativa di cardinale Giulio de' Medici, ordinò la costruzione di un monastero per ospitare prostitute pentite che desideravano "scontare" i loro peccati attraverso una vita di clausura, come "donne convertite".
Il monastero, costruito accanto alla chiesa di "Santa Lucia alla Colonna al Corso" (che, nel 1585, cambiò il nome in "Santa Maria Maddalena", la prima peccatrice pentita), fu inaugurato canonicamente da papa Leone X il 19 maggio 1520 attraverso la bolla Salvator Noster Jesus, che destinò il nuovo convento a una clausura in cui le penitenti avrebbero osservato la Regola di sant'Agostino. Consegnate alle cure della Confraternita della Carità e guidate spiritualmente dai chierici minimi di Francesco da Paola, le componenti della clausura venivano rigorosamente selezionate dalla confraternita per assicurarsi che fossero adeguate, impedendo che il convento diventasse un "pensionato", un luogo in cui le prostitute che non avevano più giovinezza o bellezza sarebbero state inviate per continuare la vita di prima.
Il convento fu confermato da papa Clemente VII nel 1525 con la bolla Cum ex corpore, che determinò una dote di 50 scudi al mese. Le prostitute stesse, fin dall'inizio, hanno dovuto destinare all'istituto almeno il 20% del loro patrimonio; in casi estremi, il monastero si occupava anche dei figli delle residenti.
Da alcuni documenti dell'epoca, sappiamo che, nel 1553, la Confraternita della Carità gestì 60 000  scudi, grazie al sostegno di donatori e elemosine pubbliche raccolte da una scatola di raccolta posta sotto un santuario mariano in Ponte Milvio (che era ancora visibile nel diciannovesimo secolo sul parapetto del ponte) su cui era scritto "Per le povere convertite". Dopo un incendio che devastò il convento nel 1617, l'edificio fu ricostruito dal cardinale Pietro Aldobrandini e da papa Paolo V. Altri monaci più religiosi si trasferirono nel 1628 nel convento di San Giacomo alla Lungara, dove altri andarono nel 1798, quando il monastero di via del Corso fu soppresso. Il nome è ricordato dalla via che fiancheggia il palazzo da piazza san Silvestro a via del Corso.

## Il Caffè Aragno
Nei locali affacciati su via del Corso, con ingresso al civico 180, palazzo Marignoli ospitò dal 1890 il Caffè Aragno, luogo d'incontro per scrittori, giornalisti, artisti e attori, che nel 1955 divenne Caffè Alemagna, fino alla sua chiusura nel 2014. L'iscrizione ARAGNO è ancora visibile sulla facciata del piano terra.
Dal 27 maggio 2021 la storica sede del locale ospita un Apple Store.